# Hybolabus ater
Hybolabus ater is een keversoort uit de familie bladrolkevers (Attelabidae). De wetenschappelijke naam van de soort werd in 1789 gepubliceerd door Guillaume-Antoine Olivier.